# Перейра, Жуан (футболист, 2002)
Жуа́н Па́улу душ Са́нтуш Пере́йра (порт. João Paulo dos Santos Pereira; 22 июля 2002, Гимарайнш) — португальский футболист, полузащитник клуба «Александрия».

## Клубная карьера
Начинал в футбольных школах «Амигуш ди Ургесеш» и «Визела», после чего перешёл в академию «Витории» Гимарайнш. В сезоне 2021/22 дебютировал за резервную команду «Витории» в третьем дивизионе Португалии и вскоре открыл счёт своим голам.
В 2024 году подписал контракт с «Санжоаненсе», где за сезон провёл 28 матчей и забил 7 мячей.
Летом 2025 года перешёл в «Александрию». Дебют за новый клуб состоялся 24 июля 2025 года в матче квалификации Лиги конференций против сербского «Партизана». В Премьер-лиге дебютировал в проигранном (1:3) матче против «Кудровки».

## Карьера в сборной
В 2019 году вызывался в сборную Португалии до 18 лет, сыграв 3 встречи.